# 陽原県
陽原県（ようげん-けん）は中華人民共和国河北省張家口市に位置する県。

## 歴史
前漢により設置された。当時の県治は県城南西部に置かれた。後漢になると廃止されている。遼代から明代まで北東部が順聖県と呼ばれていた。
1693年（康熙32年）、清朝により西寧県として現在の県治に再設置された。1914年（民国3年）に陽原県と改称された。1958年に廃止され蔚県に編入されたが、1961年に再設置され現在に至る。

## 行政区画
- 鎮:西城鎮、東城鎮、化稍営鎮、揣骨疃鎮、東井集鎮
- 郷:要家荘郷、東坊城堡郷、井児溝郷、三馬坊郷、高墻郷、大田窪郷、辛堡郷、馬圏堡郷、浮図講郷